# 보 스벤손
보 스벤손 (Bo Svensson, 1979년 8월 4일, 스켸어핑 ~) 은 덴마크의 은퇴한 축구 선수로, 선수 시절 수비수로 활약했다. 그는 덴마크 축구 국가대표팀 소속으로 3경기 출장하였다. 최근 1. FSV 마인츠 05의 축구 감독을 맡았다.

## 바이오그래피
윌란반도 북쪽은 스켸어핑 출신으로, 스벤손은 코펜하겐을 연고로 하는 FC 코펜하겐의 리저브 팀인 켸벤하운스 볼트클룹에서 축구를 시작하였다. 그는 1999년에 FC 코펜하겐의 스쿼드에 합류하여, 1999년 9월에 코펜하겐 데뷔전을 킴 브링크 감독 하에 치렀다. 그는 코펜하겐의 주전 선수가 되었고, 2000년 3월에는 덴마크 U-21 대표팀에 소집되었다.
코펜하겐 소속으로 2000-01 시즌의 덴마크 수페르리가 우승을 로이 호지슨 감독하에, 2002-03 시즌 우승을 한스 바케 감독 하에 이루어냈다. 2003년 겨울에 팀의 주장 페터 닐센이 은퇴함에 따라, 스벤손은 코펜하겐의 주장이 되었다. 그는 팀을 이끌고 2003-04 시즌의 수페르리가와 컵을 모두 우승하여 더블을 이룩하였다. 2004-05 시즌은 그보다 더 성공적이었으나, 2005년의 로열 리그 토너먼트 초대 대회 우승을 하였다. 2005년 여름, 한스 바케는 스벤손을 부주장 자리로 내리고, 스웨덴 축구 대표팀의 미드필더 토비아스 린더로트를 주장으로 선임하였다. 코펜하겐과의 계약이 1년 뒤인 2006년 여름에 만료되지만, 2005년 겨울 휴식기에 팀을 떠났다. 그는 코펜하겐 소속으로 196번의 공식 경기에 출장하였다.
그는 독일의 보루시아 묀헨글라트바흐로 2006년 1월에 이적하였다. 그는 다음달에 데뷔전을 치렀고, 호르스트 쾨펠 감독 하에 막판 15경기 중, 13경기에 출장하였다. 그는 덴마크 축구 국가대표팀에 2006년 5월, 모르텐 올센 감독 하에 차출되었다.
2007년 여름, 그는 1. FSV 마인츠 05로 이적하였다.

## 수상
FC 코펜하겐
- 덴마크 수페르리가: 2000-01, 2002-03, 2003-04, 2005-06
- 덴마크 컵: 2003-04
- 로열 리그: 2005, 2006